# Litsea szemaois
Litsea szemaois är en lagerväxtart som först beskrevs av H.Liu, och fick sitt nu gällande namn av J.Li & H.W.Li. Litsea szemaois ingår i släktet Litsea och familjen lagerväxter. Inga underarter finns listade i Catalogue of Life.